# Campeonato Brasileiro de Futebol Sub-20 de 2018
O Campeonato Brasileiro de Futebol Sub-20 de 2018 foi a quarta edição da competição organizada pela Confederação Brasileira de Futebol (CBF), disputada apenas por jogadores nascidos a partir de 1998, ou seja, a competição é restrito à categoria Sub-20.
O Palmeiras se sagrou campeão ao vencer o Vitória na final, e disputou a Supercopa do Brasil Sub-20 contra o São Paulo, vencedor da Copa do Brasil Sub-20, o vencedor desse embate confirmou sua vaga na Copa Libertadores Sub-20 de 2019.

## Participantes
Disputado pelos 20 melhores clubes colocados no Ranking Nacional de Clubes, em 2018.
| Equipe              | Cidade         | Estado | Títulos        |
| ------------------- | -------------- | ------ | -------------- |
| Atlético Goianiense | Goiânia        | GO     | 0 (não possui) |
| Atlético Mineiro    | Belo Horizonte | MG     | 0 (não possui) |
| Atlético Paranaense | Curitiba       | PR     | 0 (não possui) |
| Botafogo            | Rio de Janeiro | RJ     | 1 (2016)       |
| Chapecoense         | Chapecó        | SC     | 0 (não possui) |
| Corinthians         | São Paulo      | SP     | 0 (não possui) |
| Coritiba            | Curitiba       | PR     | 0 (não possui) |
| Cruzeiro            | Belo Horizonte | MG     | 1 (2017)       |
| Figueirense         | Florianópolis  | SC     | 0 (não possui) |
| Flamengo            | Rio de Janeiro | RJ     | 0 (não possui) |
| Fluminense          | Rio de Janeiro | RJ     | 1 (2015)       |
| Grêmio              | Porto Alegre   | RS     | 0 (não possui) |
| Internacional       | Porto Alegre   | RS     | 0 (não possui) |
| Palmeiras           | São Paulo      | SP     | 0 (não possui) |
| Ponte Preta         | Campinas       | SP     | 0 (não possui) |
| Santos              | Santos         | SP     | 0 (não possui) |
| São Paulo           | São Paulo      | SP     | 0 (não possui) |
| Sport               | Recife         | PE     | 0 (não possui) |
| Vasco da Gama       | Rio de Janeiro | RJ     | 0 (não possui) |
| Vitória             | Salvador       | BA     | 0 (não possui) |

## Primeira fase

### Grupo A
| Pos | Equipes             | Pts | J | V | E | D | GP | GC | SG |
| --- | ------------------- | --- | - | - | - | - | -- | -- | -- |
| 1   | Vasco da Gama       | 8   | 4 | 2 | 2 | 0 | 7  | 4  | +3 |
| 2   | Corinthians         | 8   | 4 | 2 | 2 | 0 | 5  | 3  | +2 |
| 3   | Atlético Mineiro    | 4   | 4 | 1 | 1 | 2 | 5  | 5  | 0  |
| 4   | Sport               | 4   | 4 | 1 | 1 | 2 | 4  | 5  | -1 |
| 5   | Atlético Goianiense | 2   | 4 | 0 | 2 | 2 | 1  | 5  | -4 |

|                     | ATG | CAM | COR | SPO | VAS |
| ------------------- | --- | --- | --- | --- | --- |
| Atlético Goianiense | —   |     | 0–0 |     | 0–2 |
| Atlético Mineiro    | 2–0 | —   |     |     | 2–2 |
| Corinthians         |     | 1–0 | —   | 2–1 |     |
| Sport               | 1–1 | 2–1 |     | —   |     |
| Vasco da Gama       |     |     | 2–2 | 1–0 | —   |

|  | Zona de classificação para a próxima fase |

### Grupo B
| Pos | Equipes     | Pts | J | V | E | D | GP | GC | SG |
| --- | ----------- | --- | - | - | - | - | -- | -- | -- |
| 1   | Palmeiras   | 10  | 4 | 3 | 1 | 0 | 10 | 2  | +8 |
| 2   | Fluminense  | 7   | 4 | 2 | 1 | 1 | 7  | 5  | +2 |
| 3   | Grêmio      | 6   | 4 | 2 | 0 | 2 | 7  | 8  | -1 |
| 4   | Chapecoense | 3   | 4 | 1 | 0 | 3 | 4  | 7  | –3 |
| 5   | Ponte Preta | 3   | 4 | 1 | 0 | 3 | 5  | 11 | –6 |

|             | CHA | FLU | GRE | PAL | PPT |
| ----------- | --- | --- | --- | --- | --- |
| Chapecoense | —   |     |     | 0–2 | 3–1 |
| Fluminense  | 2–0 | —   | 2–3 |     |     |
| Grêmio      | 2–1 |     | —   | 1–2 |     |
| Palmeiras   |     | 1–1 |     | —   | 5–0 |
| Ponte Preta |     | 1–2 | 3–1 |     | —   |

|  | Zona de classificação para a próxima fase |

### Grupo C
| Pos | Equipes   | Pts | J | V | E | D | GP | GC | SG |
| --- | --------- | --- | - | - | - | - | -- | -- | -- |
| 1   | Vitória   | 9   | 4 | 3 | 0 | 1 | 7  | 3  | +4 |
| 2   | Coritiba  | 9   | 4 | 3 | 0 | 1 | 5  | 3  | +2 |
| 3   | Cruzeiro  | 7   | 4 | 2 | 1 | 1 | 4  | 3  | +1 |
| 4   | São Paulo | 4   | 4 | 1 | 1 | 2 | 5  | 5  | 0  |
| 5   | Botafogo  | 0   | 4 | 0 | 0 | 4 | 2  | 9  | –7 |

|           | BOT | CTB | CRU | SAO | VIT |
| --------- | --- | --- | --- | --- | --- |
| Botafogo  | —   | 1–2 | 0–1 |     |     |
| Coritiba  |     | —   | 1–0 |     | 1–2 |
| Cruzeiro  |     |     | —   | 2–2 | 1–0 |
| São Paulo | 3–0 | 0–1 |     | —   |     |
| Vitória   | 3–1 |     |     | 2–0 | —   |

|  | Zona de classificação para a próxima fase |

### Grupo D
| Pos | Equipes             | Pts | J | V | E | D | GP | GC | SG |
| --- | ------------------- | --- | - | - | - | - | -- | -- | -- |
| 1   | Flamengo            | 9   | 4 | 3 | 0 | 1 | 7  | 3  | +4 |
| 2   | Internacional       | 7   | 4 | 2 | 1 | 1 | 8  | 7  | +1 |
| 3   | Figueirense         | 7   | 4 | 2 | 1 | 1 | 8  | 7  | +1 |
| 4   | Santos              | 6   | 4 | 2 | 0 | 2 | 7  | 6  | +1 |
| 5   | Atlético Paranaense | 0   | 4 | 0 | 0 | 4 | 1  | 8  | –7 |

|                     | CAP | FIG | FLA | INT | SAN |
| ------------------- | --- | --- | --- | --- | --- |
| Atlético Paranaense | —   |     | 1–3 | 0–1 |     |
| Figueirense         | 3–0 | —   | 0–3 |     |     |
| Flamengo            |     |     | —   | 1–0 | 0–2 |
| Internacional       |     | 3–3 |     | —   | 4–3 |
| Santos              | 1–0 | 1–2 |     |     | —   |

|  | Zona de classificação para a próxima fase |

## Segunda fase

### Grupo E
| Pos | Equipes       | Pts | J | V | E | D | GP | GC | SG |
| --- | ------------- | --- | - | - | - | - | -- | -- | -- |
| 1   | Palmeiras     | 11  | 6 | 3 | 2 | 1 | 14 | 9  | +5 |
| 2   | Vitória       | 10  | 6 | 3 | 1 | 2 | 8  | 8  | 0  |
| 3   | Corinthians   | 9   | 6 | 2 | 3 | 1 | 10 | 8  | +2 |
| 4   | Internacional | 2   | 6 | 0 | 2 | 4 | 9  | 16 | –7 |

|               | COR | INT | PAL | VIT |
| ------------- | --- | --- | --- | --- |
| Corinthians   | —   | 2–0 | 2–1 | 1–1 |
| Internacional | 3–3 | —   | 4–6 | 1–2 |
| Palmeiras     | 1–1 | 1–1 | —   | 2–0 |
| Vitória       | 2–1 | 2–0 | 1–3 | —   |

### Grupo F
| Pos | Equipes       | Pts | J | V | E | D | GP | GC | SG |
| --- | ------------- | --- | - | - | - | - | -- | -- | -- |
| 1   | Flamengo      | 12  | 6 | 4 | 0 | 2 | 12 | 10 | +2 |
| 2   | Fluminense    | 10  | 6 | 3 | 1 | 2 | 7  | 6  | +1 |
| 3   | Vasco da Gama | 7   | 6 | 2 | 1 | 3 | 8  | 8  | 0  |
| 4   | Coritiba      | 6   | 6 | 2 | 0 | 4 | 9  | 12 | –3 |

|               | CTB | FLA | FLU | VAS |
| ------------- | --- | --- | --- | --- |
| Coritiba      | —   | 2–3 | 2–1 | 3–2 |
| Flamengo      | 2–1 | —   | 0–1 | 3–2 |
| Fluminense    | 2–1 | 2–3 | —   | 1–0 |
| Vasco da Gama | 2–0 | 2–1 | 0–0 | —   |

## Semifinais
| Equipe 1   | Total | Equipe 2  | Ida | Volta |
| ---------- | ----- | --------- | --- | ----- |
| Fluminense | 1–3   | Palmeiras | 0–2 | 1–1   |
| Vitória    | 6–3   | Flamengo  | 6–1 | 0–2   |

### Confrontos
Ida
| 26 de setembro | Fluminense | 0 – 2                 | Palmeiras              | Estádio de Los Larios, Duque de Caxias |
| 18:00 (UTC−3)  |            | Súmula Website da CBF | Rafael 45+1' · Yan 56' | Árbitro: RJ Daniel de Sousa Macedo     |

| 27 de setembro | Vitória                                                      | 6 – 1                 | Flamengo   | Barradão, Salvador                             |
| 21:00 (UTC−3)  | Paulo Vitor 8' · Rafael 12' · Eron 28', 73', 86' · Bruno 83' | Súmula Website da CBF | Kleber 35' | Árbitro: BA Emerson Ricardo de Almeida Andrade |

Volta
| 2 de outubro  | Palmeiras  | 1 – 1                 | Fluminense     | Arena Barueri, Barueri                  |
| 16:30 (UTC−3) | Rafael 38' | Súmula Website da CBF | Zé Ricardo 60' | Árbitro: SP Rafael Gomes Felix da Silva |

| 3 de outubro  | Flamengo                   | 2 – 0                 | Vitória | Estádio Raulino de Oliveira, Volta Redonda |
| 18:30 (UTC−3) | Reinier 21' · Henrique 84' | Súmula Website da CBF |         | Árbitro: RJ Philip Georg Bennett           |

## Final
| Equipe 1  | Total | Equipe 2 | Ida | Volta |
| --------- | ----- | -------- | --- | ----- |
| Palmeiras | 9–3   | Vitória  | 4–1 | 5–2   |

Ida
| 18 de outubro | Vitória          | 1 – 4                         | Palmeiras                                           | Barradão, Salvador                                                              |
| 21:30 (UTC−3  | Caíque 64' (pen) | Súmula Borderô Website da CBF | Luan Cândido 19' · Papagaio 43', 51' · Anibal 90+2' | Público: 4 681 Renda: R$ 4.681,00 Árbitro: BA Ricarle Gustavo Gonçalves Batista |

Volta
| 25 de outubro | Palmeiras                                               | 5 – 2                 | Vitória                             | Allianz Parque, São Paulo      |
| 19:15 (UTC−3) | Yan 28' · Luan Cândido 45+1', 61', 90+3' · Papagaio 68' | Súmula Website da CBF | Edson Júnior 22' · Caíque 47' (pen) | Árbitro: SP Salim Fende Chavez |

## Premiação
| Campeonato Brasileiro de Futebol Sub-20 de 2018 |
| São Paulo                                       |
| ----------------------------------------------- |
| Palmeiras Campeão (1.º título)                  |

## Classificação geral
| Pos | Times               | Pts | J  | V | E | D | GP | GC | SG  | Classificação               |
| --- | ------------------- | --- | -- | - | - | - | -- | -- | --- | --------------------------- |
| 1   | Palmeiras           | 31  | 14 | 9 | 4 | 1 | 36 | 15 | +21 | Finalistas                  |
| 2   | Vitória             | 22  | 14 | 7 | 1 | 6 | 24 | 23 | +1  | Finalistas                  |
| 3   | Flamengo            | 24  | 12 | 8 | 0 | 4 | 22 | 19 | +3  | Semifinalistas              |
| 4   | Fluminense          | 18  | 12 | 5 | 3 | 4 | 15 | 14 | +1  | Semifinalistas              |
| 5   | Corinthians         | 17  | 10 | 4 | 5 | 1 | 15 | 11 | +4  | Eliminados na segunda fase  |
| 6   | Vasco da Gama       | 15  | 10 | 4 | 3 | 3 | 15 | 12 | +3  | Eliminados na segunda fase  |
| 7   | Coritiba            | 15  | 10 | 5 | 0 | 5 | 14 | 15 | –1  | Eliminados na segunda fase  |
| 8   | Internacional       | 9   | 10 | 2 | 3 | 5 | 17 | 23 | –6  | Eliminados na segunda fase  |
| 9   | Figueirense         | 7   | 4  | 2 | 1 | 1 | 8  | 7  | +1  | Eliminados na primeira fase |
| 10  | Cruzeiro            | 7   | 4  | 2 | 1 | 1 | 4  | 3  | +1  | Eliminados na primeira fase |
| 11  | Santos              | 6   | 4  | 2 | 0 | 2 | 7  | 6  | +1  | Eliminados na primeira fase |
| 12  | Grêmio              | 6   | 4  | 2 | 0 | 2 | 7  | 8  | –1  | Eliminados na primeira fase |
| 13  | São Paulo           | 4   | 4  | 1 | 1 | 2 | 5  | 5  | 0   | Eliminados na primeira fase |
| 14  | Atlético Mineiro    | 4   | 4  | 1 | 1 | 2 | 5  | 5  | 0   | Eliminados na primeira fase |
| 15  | Sport               | 4   | 4  | 1 | 1 | 2 | 4  | 5  | –1  | Eliminados na primeira fase |
| 16  | Chapecoense         | 3   | 4  | 1 | 0 | 3 | 4  | 7  | –3  | Eliminados na primeira fase |
| 17  | Ponte Preta         | 3   | 4  | 1 | 0 | 3 | 5  | 11 | –6  | Eliminados na primeira fase |
| 18  | Atlético Goianiense | 2   | 4  | 0 | 2 | 2 | 1  | 5  | –4  | Eliminados na primeira fase |
| 19  | Botafogo            | 0   | 4  | 0 | 0 | 4 | 2  | 9  | –7  | Eliminados na primeira fase |
| 20  | Atlético Paranaense | 0   | 4  | 0 | 0 | 4 | 1  | 8  | –7  | Eliminados na primeira fase |